# Лавроцветные
Лавроцве́тные (лат. Laurales) — по современной классификации APG IV порядок цветковых растений, включающий 7 семейств, 100 родов и 3 844 ботанических видов. Порядок входит в дочернюю кладу Магнолииды клады Цветковые растения. Большинство представителей порядка — тропические/субтропические виды, хотя некоторые виды достигают умеренной зоны.
Древнее происхождение порядка — одна из причин его сильной морфологической вариабельности. Лавроцветные имеют обычно супротивные (или мутовчатые) листья и однолакунные узлы. В их цветках имеется преимущественно ярко выраженный гипантий, а плодолистики содержат только одну семяпочку. За исключением Calycanthaceae все семейства этого порядка имеют мелкие цветки; в основании тычинок, как правило, имеется пара желёзок, а пыльники часто вскрываются клапанами.
Листья, кора, древесина и другие части большинства растений этого порядка содержат заметные количества эфирных масел.

## Классификация
В соответствии с ранней системой классификации Кронквиста (1981), лавроцветные (Laurales) к порядку относились следующие семейства (различия с системой APG указаны в скобках):
- Семейство Амборелловые (Amborellaceae) (порядок Amborellales)
- Семейство Каликантовые (Calycanthaceae)
- Семейство Гомортеговые (Gomortegaceae)
- Семейство Эрнандиевые (Hernandiaceae)
- Семейство Идиоспермовые (Idiospermaceae) (относят также к Calycanthaceae)
- Семейство Лавровые (Lauraceae)
- Семейство Монимиевые (Monimiaceae) (Кронквист включил Atherospermataceae и Siparunaceae в Monimiaceae)
- Семейство Тримениевые (Trimeniaceae)(порядок не определён)

В системе APG II (2003) к порядку были отнесены 7 семейств, что осталось неизменным и в более поздних версиях APG III (2009) и APG IV (2016):
- Семейство Атероспермовые (Atherospermataceae) - 6 родов, 20 видов
- Семейство Каликантовые (Calycanthaceae) - 3 рода, 11 видов
- Семейство Гомортеговые (Gomortegaceae), монотипное, состоящее из 1 рода и 1 вида
- Семейство Эрнандиевые (Hernandiaceae) - 4 рода, 74 вида
- Семейство Лавровые (Lauraceae) - 56 родов, 3 406 видов
- Семейство Монимиевые (Monimiaceae) - 28 родов, 273 вида
- Семейство Сипаруновые (Siparunaceae) - 2 рода, 59 видов

### Таксономическое положение[2]
- Laurales Juss. ex Bercht. & J. Presl, 1820, Prir. Rostlin 235

Порядок Лавроцветные включается в дочернюю кладу Магнолииды клады Цветковые растения. Кладограмма в соответствии с Системой APG IV:
|  |                          |  |                                   | порядок Лавроцветные |  | 7 семейств |  | 100 родов |  | 3 844 вида |
|  |                          |  |                                   | порядок Лавроцветные |  | 7 семейств |  | 100 родов |  | 3 844 вида |
|  | клада Цветковые растения |  |                                   |                      |  |            |  |           |  |            |
|  |                          |  |                                   |                      |  |            |  |           |  |            |
|  |                          |  | ещё 63 порядка цветковых растений |                      |  |            |  |           |  |            |
|  |                          |  |                                   |                      |  |            |  |           |  |            |